# بوری ولیو

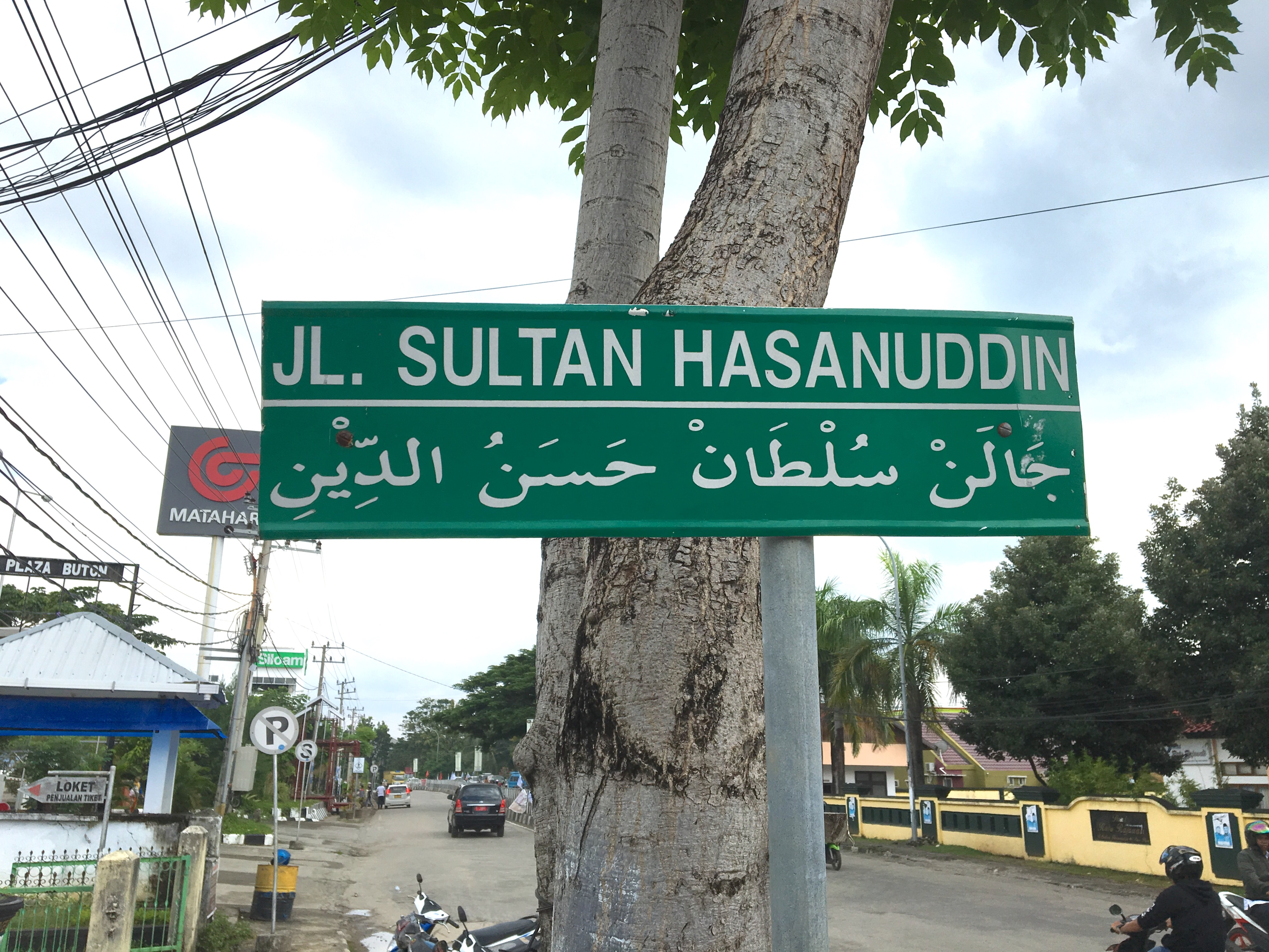
تابلو اسم خیابان دو زبانه به زبان زبان اندوزیایی و بوری ولیو، با نام «خیابان سلطان حسن الدین»

بوری ولیو (به ولیو: بُرِ وٚلِيٚ‎) الفبایی مشتق گرفته از خط عربی و بالاخص الفبای جاوه‌ای (الفبای عربی مختص نوشتن زبان مالایی) برای نوشتن زبان ولویو می باشد. ولیو یک زبان کوچک است که در جزیرهٔ بوتون اندونزی، در سولاوسی جنوب شرقی، و مخصوصا در اطراف شهر باوبو توسط حداقل ۶۰ هزار نفر صحبت می‌شود. این زبان سابقا زبان رسمی، اداری، و ادبی سلطان‌نشین بوتون بوده است. به همین دلیل، نسبت به تعداد کم گویشوران آن، این زبان، و مخصوصا این نوشتار سابقهٔ ادبی غنی دارد.
به طور کلی، بوری ولیو شبیه الفبای جاوه‌ای است، با تفاوت در نوع نشان دادن واکه‌ها در آن. مثل الفبای جاوه‌ای، بوری ولیو دارای ۳۵ حرف می‌باشد، ۲۸ حرف از عربی، و ۷ حرف جدید (مشترک با جاوی)، برای بازتاب صداهایی که در عربی وجود ندارند. از این حروف، ۲۲ تا از آنها برای نوشتار واژگان ولویو کاربرد دارند. بقیهٔ‌ حروف برای نوشتن وام‌واژه‌های عربی و اروپایی کاربرد دارند.
نوشتار بوری ولیو از همه لحاظ شبیه الفبای جاوه‌ای است، با این تفاوت که به‌جز ۳ حرکت‌ عربی (فتحه [a]، کسره [i]، ضمه [u])، دو حرکت جدید نیز برای نشان دادن صداهای [e] و [o]  به الفبا اضافه شده‌اند.
مشخص نیست که اولین بار در چه تاریخی خط «بوری ولیو» تنظیم و استفاده شده. اما از تخمین سن قدیمی‌ترین متون تاریخی در جزیرهٔ بوتون،‌ این نوشتار از زمان گسترش اسلام به این جزیره در قرن ۱۶ میلادی به این سو در استفاده بوده است.  به دلیل این‌که زبان ولیو زبان میانجی در سلطان‌نشین بوتون بوده است، متون تاریخی بسیاری به این خط، مانند متون قانونی و حکومتی، متون دینی، و نامه‌های دیپلماتیک موجود است. 
علاوه بر آن، این خط برای سرودن شعر به زبان ولیو و به قالب «کابانتی» (kaḃanti، كَڀَنْتِ‎)، یک نوع قالب شعر طولانی کر در آن مصرع‌ها زوج-زوج و در بیت نوشته می‌شوند به کار برده شده. این نوع شعرسرایی در میانهٔ قرن ۱۹ام میلادی، مخصوصا در طول سلطنت ۲۹امین سلطان بوتون، «محمد ادریس قائم‌الدین» به اوج مقلوبیت رسید. وی علاوه بر سلطان و رهبر سیاسی جزیره، در میان اهالی آن به عنوان یک شاعر و حکیم فرهیختهٔ بوتون نیز شناخته می‌شود. وی به عنوان یک شاعر، اشعار متعددی را در قالب «کابانتی»، مخصوصا اشعار الهام گرفته شده از تعلیمات اسلامی نوشت. علاوه بر سلطان محمد ادریس قائم‌الدین، مردم اهل بوتون دیگری نیز، مخصوصا از خانواده و دربار سلطان، به شعرگویی مشغول بودند.

## الفبا

### حروف
الفبای بوری ولیو شامل ۲۲ حرف می باشد، که از این‌ها، ۱۵ تای آنها از عربی، و ۷ تای آن‌ها حروف جدید برای صداهایی که در زبان ولیو و نه در زبان عربی موجوداند. این حروف با اضافه کردن نقطه به حروف موجود عربی ساخته شده‌‌اند و با حروف جدید الفبای جاوی یکی‌اند. در جدول زیر، این حروف با رنگ پیش‌زمینه مشخص شده‌اند. علاوه بر این ۲۲ حرف، ۱۳ حرف عربی دیگر نیز، برای نوشتن وام‌واژه‌های عربی و اروپایی کاربرد دارند.ref>Abas, Husen (1983). Struktur Bahasa Wolio (PDF). Jakarta: Pusat Pembinaan dan Pengembangan Bahasa Departemen Pendidikan dan Kebudayaan. p. 5.{{cite book}}:  نگهداری CS1: url-status (link)</ref>
| نام       | اشکال | اشکال | اشکال | اشکال  | آوانگاری | معادل لاتین | نکات |
| نام       | تنها  | آغازی | میانی | پایانی | آوانگاری | معادل لاتین | نکات |
| --------- | ----- | ----- | ----- | ------ | -------- | ----------- | --- |
| أَلِف‎ ʾalif | ا‎     | ا‎     | ـا‎    | ـا‎     | /ʔ/      | ā / ʾ       | ‌ در زبان ولیو به صورت /ʔ/ (همزهٔ فارسی) تلفظ می‌شود. در وام‌واژه‌ها، به صورت /ā/ (آ) |
| باء‎ bāʾ   | ب‎     | بـ‎    | ـبـ‎   | ـب‎     | /b/      | b           | |
| ڀَا‎ ḃā     | ڀ‎     | ڀـ‎    | ـڀـ‎   | ـڀ‎     | /bʰ/     | ḃ           | حرف جدید که در الفبای عربی نیست. در زبان فارسی معادل ندارد. |
| تاء‎ tāʾ   | ت‎     | تـ‎    | ـتـ‎   | ـت‎     | /t/      | t           | |
| جِيم‎ jīm   | ج‎     | جـ‎    | ـجـ‎   | ـج‎     | /d͡ʒ/     | j           | |
| چَا‎ cā     | چ‎     | چـ‎    | ـچـ‎   | ـچ‎     | /t͡ʃ/     | c           | حرف جدید که در الفبای عربی نیست. معادل فارسی آن «چ» می‌باشد. |
| دَال‎ dāl   | د‎     | د‎     | ـد‎    | ـد‎     | /d/      | d           | |
| ڊَا‎ ḋā     | ڊ‎     | ڊ‎     | ـڊ‎    | ـڊ‎     | /dʰ/     | ḋ           | حرف جدید که در الفبای عربی نیست. در زبان فارسی معادل ندارد. |
| رَاء‎ rāʾ   | ر‎     | ر‎     | ـر‎    | ـر‎     | /r/      | r           | |
| زَاين‎ zāyn | ز‎     | ز‎     | ـز‎    | ـز‎     | /z/      | z           | |
| سِين‎ sīn   | س‎     | سـ‎    | ـسـ‎   | ـس‎     | /s/      | s           | |
| ڠَا‎ ngā    | ڠ‎     | ڠـ‎    | ـڠـ‎   | ـڠ‎     | /ŋ/      | ng          | حرف جدید که در الفبای عربی نیست. در زبان فارسی معادل آن «ـنگ» است. |
| ڨَا‎ pā     | ڤ‎     | ڤـ‎    | ـڤـ‎   | ـڤ‎     | /p/      | p           | حرف جدید که در الفبای عربی نیست. در زبان فارسی معادل آن «پ» است. |
| كَاف‎ kāf   | ك‎     | كـ‎    | ـكـ‎   | ـك‎     | /k/      | k           | |
| ڬَا‎ gā     | ڬ‎     | ڬـ‎    | ـڬـ‎   | ـڬ‎     | /ɡ/      | g           | حرف جدید که در الفبای عربی نیست. در زبان فارسی معادل آن «گ» است. |
| لاَم‎ lām   | ل‎     | لـ‎    | ـلـ‎   | ـل‎     | /l/      | l           | |
| مِيم‎ mīm   | م‎     | مـ‎    | ـمـ‎   | ـم‎     | /m/      | m           | |
| نون‎ nūn   | ن‎     | نـ‎    | ـنـ‎   | ـن‎     | /n/      | n           | |
| ۑَا‎ nyā    | ۑ‎     | ۑـ‎    | ـۑـ‎   | ـۑ‎     | /ɲ/      | ny          | حرف جدید که در الفبای عربی نیست. در زبان فارسی معادل آن «نیـ» است. |
| هَاء‎ hāʾ   | ه‎     | هـ‎    | ـهـ‎   | ـه‎     | /h/      | h           | |
| وَاو‎ wāw   | و‎     | و‎     | ـو‎    | ـو‎     | /w/      | w           | |
| ياء‎ yāʾ   | ي‎     | يـ‎    | ـيـ‎   | ـي‎     | /a/      | a / y       | در زبان ولیو، در هجاهایی که صدای اول آن‌ها واکه است، نقش مشابه «الف» در فارسی را ایفا می‌کند. برای مثال، واژهٔ‌ «incana» (تلفظ به صورت اینچه‌نه) به صورت «يِنْچَنَ» نوشته می‌شود. در وام‌واژه‌ها به صورتی مشابه «ی» فارسی و عربی تلفظ می‌شود. |

| نام       | اشکال | اشکال | اشکال | اشکال  | آوانگاری | معادل لاتین |
| نام       | تنها  | آغازی | میانی | پایانی | آوانگاری | معادل لاتین |
| --------- | ----- | ----- | ----- | ------ | -------- | ----------- |
| ثَاء‎ ṡāʾ   | ث‎     | ثـ‎    | ـثـ‎   | ـث‎     | /s/      | s           |
| Ha حَاء‎ Hā | ح‎     | حـ‎    | ـحـ‎   | ـح‎     | /h/      | ḥ           |
| خَاء‎ khāʾ  | خ‎     | خـ‎    | ـخـ‎   | ـخ‎     | /x/      | kh          |
| ذَال‎ żāl   | ذ‎     | ذ‎     | ـذ‎    | ـذ‎     | /z/      | z           |
| شِين‎ syin  | ش‎     | شـ‎    | ـشـ‎   | ـش‎     | /ʃ/      | sy          |
| صَاد‎ ṣād   | ص‎     | صـ‎    | ـصـ‎   | ـص‎     | /s/      | s           |
| ضَاد‎ ḍād   | ض‎     | ضـ‎    | ـضـ‎   | ـض‎     | /d/      | d           |
| طَاء‎ ṭāʾ   | ط‎     | طـ‎    | ـطـ‎   | ـط‎     | /t/      | t           |
| ظَاء‎ ẓāʾ   | ظ‎     | ظـ‎    | ـظـ‎   | ـظ‎     | /z/      | z           |
| عَيْن‎ ʿayn  | ع‎     | عـ‎    | ـعـ‎   | ـع‎     | /ʔ/      | ʿ           |
| غَيْن‎ ghayn | غ‎     | غـ‎    | ـغـ‎   | ـغ‎     | /ɣ/      | gh          |
| فَاء‎ fāʾ   | ف‎     | فـ‎    | ـفـ‎   | ـف‎     | /f/      | f           |
| قَاف‎ qāf   | ق‎     | قـ‎    | ـقـ‎   | ـق‎     | /q/      | q           |

### حرکت‌گذاری واکه‌ها
در سیستم‌های نوشتار موسوم به ابجد، هدف از حرکت‌گذاری، مشخص کردن واکهٔ هر یک از حروف هم‌خوان می‌باشد. در بسیاری از الفباهای مشتق از عربی، به‌طور مثال در فارسی، ویا در نوشتارهای همسایهٔ بوری ولیو، جاوی و پگون-گوندول نوشتار روزمره بدون حرکت‌گذاری انجام می‌شود. اما در بوری ولیو، خواندن متن بدون حرکت‌گذاری غیر ممکن است. در نوشتار بوری ولیو، ۶ حرکت وجود دارد، که شامل «سکون»، ۳ حرکت واکه‌ای کوتاه عربی «فتحه» (برای صدای اَ [a])، «کسره» (برای صدای ای [i])، و «ضمه» (برای صدای او [u])، و دو حرکت جدید مختص به بوری ولیو برای نشان دادن واکه‌های کوتاه اِ [e] و اُ [o]. تمامی حرکات به خودی خود برای نشان دادن واکه‌های کوتاه به کار می‌روند. اما در زبان ولیو، واکه‌ها دو  نوع کوتاه و بلند هستند. واکه‌های بلند، با استفاده از این حرکات در ترکیب با یکی از حروف «الف»، «و»، یا «ی» نوشته می‌شوند.
| سکون | کوتاه | کوتاه | کوتاه | کوتاه | کوتاه | کشیده | کشیده    | کشیده | کشیده    | کشیده |
| سکون | -a    | -i    | -u    | -e    | -o    | -ā    | -ī       | -ū    | -ē       | -ō    |
| ---- | ----- | ----- | ----- | ----- | ----- | ----- | -------- | ----- | -------- | ----- |
| ◌ْ‎    | ◌َ‎     | ◌ِ‎     | ◌ُ‎     | ◌ࣹ‎     | ◌ٚ‎     | ◌َا‎    | ◌ِيْـ / ◌ِيْ‎ | ◌ُوْ‎    | ◌ࣹيْـ / ◌ࣹيْ‎ | ◌ٚوْ‎    |

| کوتاه  | کوتاه  | کوتاه  | کوتاه  | کوتاه  | کشیده | کشیده    | کشیده | کشیده    | کشیده |
| A      | I      | U      | E      | O      | Ā     | Ī        | Ū     | Ē        | Ō     |
| ------ | ------ | ------ | ------ | ------ | ----- | -------- | ----- | -------- | ----- |
| يَـ / يَ‎ | يِـ / يِ‎ | يُـ / يُ‎ | يࣹـ / يࣹ‎ | يٚـ / يٚ‎ | يَا‎    | يِيْـ / يِيْ‎ | يُوْ‎    | يࣹيْـ / يࣹيْ‎ | يٚوْ‎    |

| سکون   | کوتاه  | کوتاه  | کوتاه  | کوتاه  | کوتاه  | کشیده | کشیده    | کشیده | کشیده    | کشیده |
| S      | Sa     | Si     | Su     | Se     | So     | Sā    | Sī       | Sū    | Sē       | Sō    |
| ------ | ------ | ------ | ------ | ------ | ------ | ----- | -------- | ----- | -------- | ----- |
| سْـ / سْ‎ | سَـ / سَ‎ | سِـ / سِ‎ | سُـ / سُ‎ | سࣹـ / سࣹ‎ | سٚـ / سٚ‎ | سَا‎    | سِيْـ / سِيْ‎ | سُوْ‎    | سࣹيْـ / سࣹيْ‎ | سٚوْ‎    |

## دوگان‌سازی
در زبان‌های خانوادهٔ آسترونزیایی، که زبان‌های اندونزی و مالزی را شامل می‌شود، دوگان‌سازی در دستور زبان آن‌ها نقش پررنگی دارد، بالاخص برای جمع کردن اسم‌ها. در الفبای لاتین، دوگان‌سازی در این زبان‌ها با دو بار نوشتن واژه و جدا کردن دو قسمت آن با خط پیوند انجام می‌شود. در بوری ولیا، مشابه الفبای جاوی و پگون، بجای دوبار نوشتن واژه‌ای که دوگان‌سازی، از عدد «۲» پس از واژهٔ دوگان‌سازی‌شده برای این امر استفاده می‌شود. در واژگان دو‌گان‌سازی شده‌ای که پسوند دارند، عدد «۲» پیش از پسوند و در میان واژه نویشته می‌شود.
تعدادی واژهٔ نمونه در جدول زیر نشان داده شده‌اند.
| بوری ولیو | معادل لاتین   |
| --------- | ------------- |
| هُمْبُ۲‎      | humbu-humbu   |
| سُمْبࣹ۲‎      | sumbe-sumbe   |
| يِنْچࣹمَ۲‎     | incema-incema |
| ڠَوُ۲نَ‎      | ngawu-ngawuna |

## متن نمونه
متن زیر، نمونه‌ای شعر به زبان ولیو می‌باشد، به نام «کابانتی بونگا مالاتی» (Kaḃanti Bunga Malati كَڀَنْتِ بُڠَ مَلَتِ‎) که در سال ۲۰۰۴، به خط لاتین رونویسی شد.
| زبان ولیو                                                           | زبان ولیو | ترجمه اندونزیایی |
| بوری ولیو                                                           | لاتین | ترجمه اندونزیایی |
| ------------------------------------------------------------------- | --- | --- |
| مِنْچُيَنَڨٚ يِسَرٚڠِ رَڠْكَيࣹيَ نࣹسَبُتُنَ يَڀَرِ اَرَتَانَ تَبࣹيَنَمٚ يِسَرٚڠِ رَڠْكَيࣹيَ هࣹڠْڬَ حَقُنَ يَڨࣹكَڊُوَيَكَمٚ‎ | Mincuanapo isarongi rangkaea Ne sabutuna aḃari ʾaratāna Tabeanamo isarongi rangkaea Hengga ḥaquna apekaḋawuakamo | Belumlah dikatakan orang kaya Kalau hanya banyak hartanya Tapi yang dikatakan kaya Miliknya pun rela diberikannya                               |
| مِنْچُيَنَڨٚ يِسَرٚڠِ مِسِكِنِ نࣹسَبُتُنَ يِنْدَ تࣹئَرَتَانَ تَبࣹيَنَمٚ يِسَرٚڠِ مِسِكِنِ يَڨࣹيْلُيَ عَرَسِ كٚحَقُنَ‎    | Mincuanapo isarongi misikini Ne sabutuna inda teʾaratāna Tabeanamo isarongi misikini Apēlua ʿarasi koḥaquna      | Bukanlah dinamakan orang miskin Jika hanya tidak punya harta Sebenarnya orang miskin itu (adalah orang yang) Masih mengharapkan hak sesamanya   |
| مِنْچُيَنَڨٚ يِسَرٚڠِ مَرَدِكَ نࣹسَبُتُنَ يَڨٚوْڨُيَ يِڨَيُ تَبࣹيَنَمٚ يِسَرٚڠِ مَرَدِكَ يَمَرَدِكَمٚ يِوَانَ نَرَكَا‎   | Mincuanapo isarongi maradika Ne sabutuna apōpua ipau Tabeanamo isarongi maradika Amaradikamo iwāna narakā        | Belumlah dikatakan merdeka Kalau hanya memangku jabatan Sebenarnya yang (dikatakan) merdeka itu (adalah orang yang) Sudah bebas dari api neraka |